# Kaposvölgye VSC
Der Kaposvölgye VSC ist ein ungarischer Fußballverein aus Nagyberki, der in der dritten Liga spielt. Der Verein, der in seiner Geschichte bereits einige Namenswechsel mitgemacht hat (Nagyberki SK, Nagyberki DISZ, Nagyberki-Attala SK, Nagyberki TSZSK, Nagyberki Körzeti SK, Nagyberki Körzeti Vállalkozók SE), wurde 1936 gegründet. Seit 1992 hat er seinen aktuellen Vereinsnamen: Nagyberki Kaposvölgye Vállalkozók SC (kurz: Kaposvölgye VSC).